# Dorbod

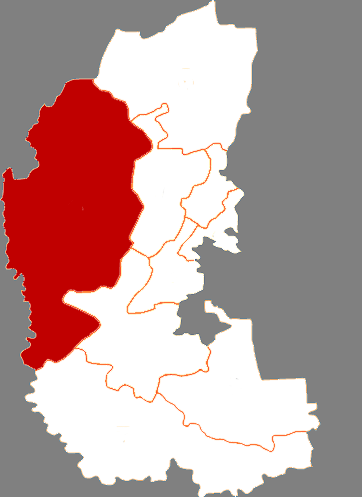
Die Lage des Autonomen Kreises Dorbod in der Stadt Daqing

Der Autonome Kreis Dorbod der Mongolen (chinesisch 杜尔伯特蒙古族自治县, Pinyin Dù'ěrbótè Měnggǔzú Zìzhìxiàn; mongolisch ᠳᠥᠷᠪᠡᠳ ᠮᠣᠩᠭᠣᠯ ᠥᠪᠡᠷᠲᠡᠭᠡᠨ ᠵᠠᠰᠠᠬᠤ ᠰᠢᠶᠠᠨ) gehört zum Verwaltungsgebiet der bezirksfreien Stadt Daqing (大庆市) in der chinesischen Provinz Heilongjiang. Dorbod hat eine Fläche von 6.045 km² und zählt 199.293 Einwohner (Stand: Zensus 2020).